# Rumex crispissimus
Rumex crispissimus är en slideväxtart som beskrevs av O. Kuntze. Rumex crispissimus ingår i släktet skräppor, och familjen slideväxter. Inga underarter finns listade i Catalogue of Life.